# Pskem

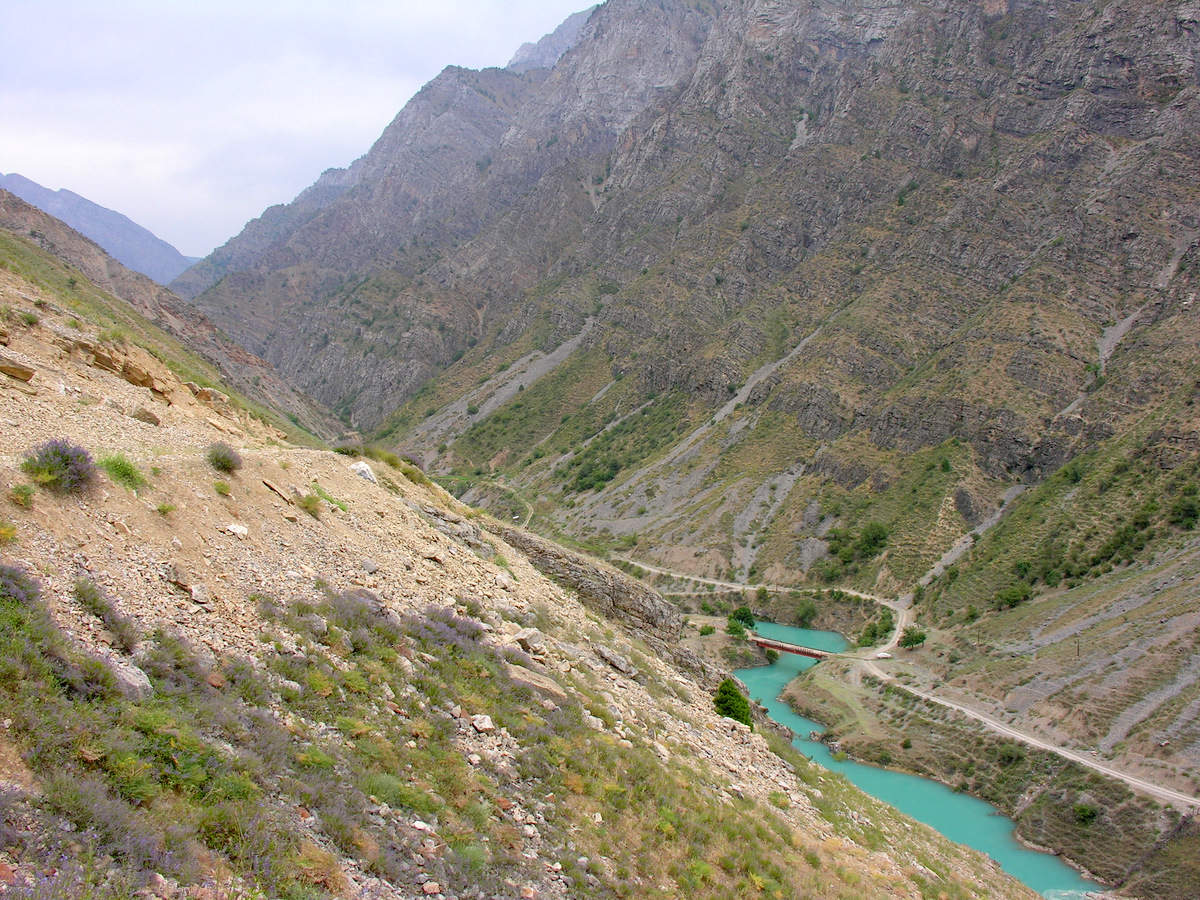
Floden Koksu i Pskembergen

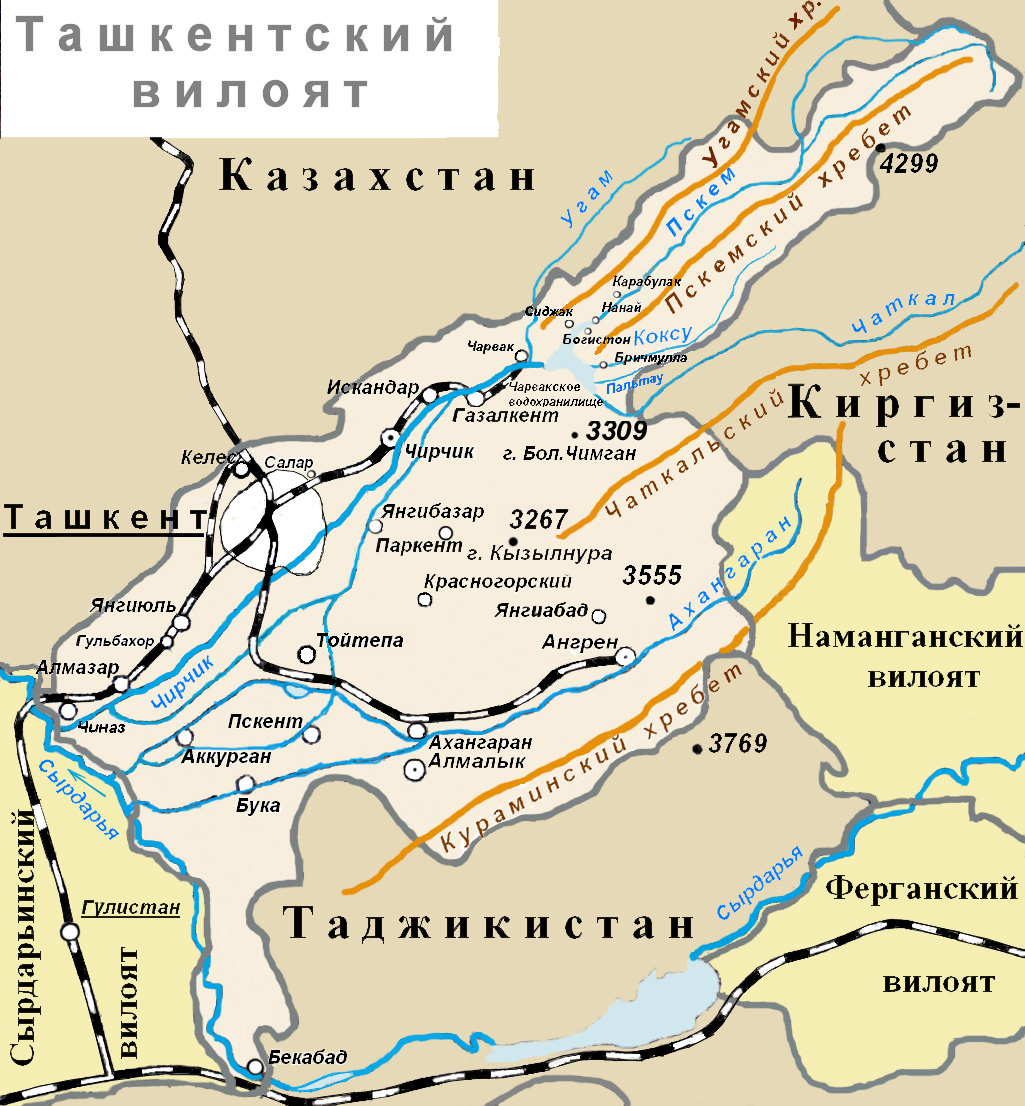
Pskembergen (Пскемский хребет) i kartans nordvästhörn. Staden Tasjkent (Ташкент) något vänster om kartans mitt.

Pskem (ryska: Пскемский хребет) är en bergskedja på gränsen mellan Uzbekistan (provinsen Tasjkent) och Kirgizistan (provinsen Dzjalal-Abad) och sträcker sig c:a 120 kilometer från nordost till sydväst. Bergskedjan, som är en del av västra Tien Shan, är en vattendelare mellan floden Pskem med bifloden Ojgain (Ойгаин) i nordväst och floderna Koksu (Коксу) och Tjatkal (Чаткал) med bifloden Tjandalasj (Чандалаш) i sydost. Pskem, Koksu och Tjatkal mynnar i Tjarvakreservoaren (Чарвакское водохранилище) vid Pskem-kedjans sydvästände. Parallellt med och nordväst om Pskem löper bergskedjan Ugam (Угам) och på sydöstra sidan om Pskem den parallella bergskedjan Tjandalasj. De högsta topparna i bergskedjan är Pik Adelunga (Пик Аделунга, 4301 meter) och Pik Besjtor (Пик Бештор, 4299 meter).